# ヴァーチャル・シャドー 幻影特攻
『ヴァーチャル・シャドー 幻影特攻』（原題: 幻影特攻）は、1998年の香港の映画。

## あらすじ
孤児院育ちの幼馴染3人組タンゴ、ブルー、C.S.はアメリカのCIAで“ヴァーチャル・リアリティ・ファイター”（VR）というスパイ養成プログラムの開発・研究にいそしんでいた。
だが、CSの結婚式で"エイリアン"を名乗るテロ組織が乱入し、ブルーを拉致したうえに、CSの花嫁を殺した。
何もしないCIAに対し、タンゴとC.S.は、VRの実験台となることを志願した。

## キャスト
| 役名       | 俳優               | 日本語吹替 |
| ---------- | ------------------ | ---------- |
| タンゴ     | イーキン・チェン   | 井上和彦   |
| C.S.       | チャン・シウチョン | 小杉十郎太 |
| ブルー     | ケリー・チャン     | 折笠愛     |
| エイリアン | テレンス・イン     | 成田剣     |